# Bo Fernholm
Bo Enar Fernholm, född 1941, är en svensk zoolog. Han är professor emeritus i vertebratzoologi vid Naturhistoriska riksmuseets forskningsavdelning. I sin forskning är han specialiserad på pirålar. 
Bo Fernholm studerade zoologi, botanik, pedagogik och matematik vid Stockholms universitet, och doktorerade där på en avhandling om pirålar 1972. Han studerade pirålar på Tokyo University i Japan 1972-1973 och på Scripps Institute of Oceanography 1979-1980. 1975-1976 innehade han tjänsten som intendent för fisksamlingen på Naturhistoriska riksmuseet, men lämnade den för en professur i biologi vid Roskilde Universitet i Danmark, 1976-1982. 1982 Återvände han till Riksmuseet och var där fram till 2002 professor i vertebratsystematik och enhetschef för vertebratenheten på Naturhistoriska riksmuseet, tidvis också ordförande i Riksmuseets zoologiska ämnesgrupp. Han ledde arbetet med den svenska noden för GBIF (Global Biodiversity Information Facility) vid Riksmuseet 2003-2005.
Utöver tjänsten på Riksmuseet har Bo Fernholm haft uppdrag i styrelsen för Kristinebergs Marinbiologiska station (1984-1993), styrelsen för Abisko forskningsstation (2001-2003), Svenska nationalkommittén för biologi i Kungl. Vetenskapsakademien (1985-1995), Working Group of Biology now Life Science Committee of the Scientific Committee for Antarctic Research (SCAR) 1990-2002.
För i tur och ordning Miljödepartementets, Naturvårdsverkets och Havs- och vattenmyndighetens räkning har han under många år representerat Sverige i Konventionen för bevarande av Antarktis marina levande resurser, CCAMLR, som årligen har sitt partsmöte i Australien. Han har även under många år varit svensk representant i Internationella valfångstkonventionen, IWC.

## Eponymer
Tre arter av pirål är uppkallade efter Bo Fernholm
- Eptatretus fernholmi McMillan & Wisner, 2004. Omdöpt till Eptatretus luzonicus Fernholm, Norén, Kullander, Quattrini, Zintzen, Roberts, Mok & Kuo, 2013 på grund av homonymi i Eptatretus med Paramyxine fernholmi Kuo Huang & Mok, 1994

- Myxine fernholmi Wisner & McMillan, 1995

- Eptatretus fernholmi (Kuo, Huang & Mok 1994)